# 圖爾哈爾

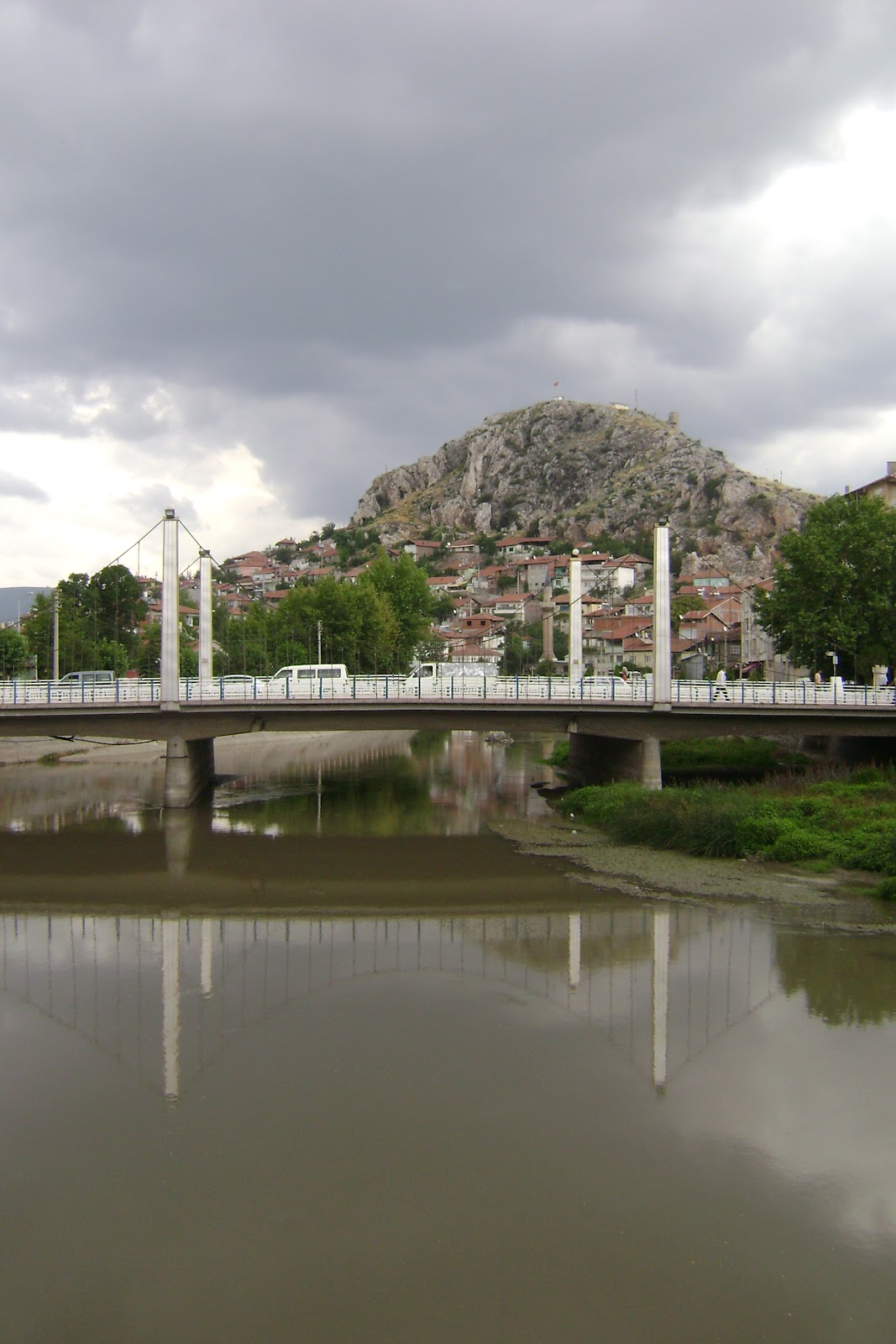
圖爾哈爾

圖爾哈爾是土耳其的城鎮，由托卡特省負責管轄，位於該國北部，距離黑海約100公里，面積911平方公里，海拔高度493米，每年平均降雨量413毫米，2008年人口62,352。

## 外部連結
- Turhal images from D.Osseman's archives （页面存档备份，存于）
- District governor's official website（页面存档备份，存于）
- District municipality's official website（页面存档备份，存于）

40°23′N 36°05′E / 40.383°N 36.083°E